# Electric Pop Group
Electric Pop Group  är ett popband från Göteborg. De släppte sin första skiva, Electric Pop Group, 2006. Bandet följde upp debutskivan med en EP 2008 och ännu ett album, Seconds, 2010. 

## Diskografi
- Electric Pop Group (2006)
- Sunrise EP (2008)
- Seconds (2010)